# Umidade ótima
Em Mecânica dos Solos a umidade ótima (português brasileiro) ou humidade óptima (português europeu) é aquela em que o solo atinge a maior massa específica aparente seca máxima, ou seja, se a quantidade de água utilizada na compactação da camada de aterro for maior ou menor que a umidade ótima, o solo não atingirá o seu grau de compactação máxima.
É o fator que determina a deformação do solo. Quando seco o solo suporta a pressão mecânica aplicada e quando úmido ele se compacta..
A umidade ótima é obtida em laboratório através do Ensaio de compactação Proctor, que é regido pela norma brasileira ABNT NBR 07182 - Ensaios de Compactação.